# 特拉華殖民地
特拉華殖民地（英語：Delaware Colony）是北美洲中部殖民地包括特拉華河灣西岸土地。17世紀早期此地由萊納佩人及美國原住民的阿薩提格人。第一批歐洲定居者是瑞典人和荷蘭人，但1664年落入英國控制。威廉·賓獲得約克公爵給予當時稱為「特拉華下縣」。特拉華自1682年至1701年間由賓夕法尼亞省管理。1701年下縣請願要求獨立殖民立法權，但兩個殖民地擁有共同的總督，直至1776年特拉華議會投票斷絕與大不列顛與賓夕法尼亞的一切連繫。